# Vincent Capillaire
Vincent Capillaire (ur. 4 lutego 1976 roku w Le Mans) – francuski kierowca wyścigowy.

## Kariera
Capillaire rozpoczął karierę w wyścigach samochodowych w 1997 roku od gościnnych startów we Francuskiej Formule Renault Campus, gdzie odniósł jedno zwycięstwo. W późniejszych latach Francuz pojawiał się także w stawce Francuskiej Formuły Renault, Formuły Asia 2.0, Formuły Le Mans, V de V Challenge Endurance Moderne - Proto, NASCAR Whelen Euro Series - Elite, 	V de V Michelin Endurance Series - Challenge Endurance GT/Tourisme V de V, 24-godzinnego wyścigu Le Mans oraz European Le Mans Series.